# Farmington (Gloucestershire)
Pour les articles homonymes, voir Farmington.
Farmington est une paroisse civile et un village du Gloucestershire, en Angleterre.